# Sol E20X
Sol E20X – elektryczny samochód osobowy typu crossover klasy miejskiej produkowany pod chińską marką Sol od 2018 roku.

## Historia i opis modelu
Podczas Beijing Auto Show w kwietniu 2018 roku odbyła się premiera nowej marki Sol, której pierwszym samochodem został miejski crossover E20X o napędzie elektrycznym, który dzięki partnerstwu koncernów Volkswagen i JAC Motors stojących za Sol, powstał jako bliźniaczy model wobec crossoverów JAC Refine S2 i jego elektrycznej odmiany JAC iEV7S.
Od bliźniaczych konstrukcji E20X odróżnia się wyglądem pasa przedniego, który nawiązuje stylistycznie do modeli współzałożyciela marki  Sol – hiszpańskiego SEATa.

### Sprzedaż
Sol E20X jest samochodem produkowanym w zakładach JAC Motors wyłącznie z przeznaczeniem na rynek chiński. Samochód nie odniósł rynkowego sukcesu, w 2019 roku sprzedając się jedynie w 1639 sztukach.

### Dane techniczne
Układ elektryczny w E20X tworzy bateria o pojemności 49,5 kWh dającej moc 116 KM, oferując zasięg na jednym ładowaniu wynoszący 300 kilometry.